# Óscar Ureña
Óscar René Ureña García (* 31. Mai 2003 in Figueres) ist ein dominikanisch-spanischer Fußballspieler.

## Karriere

### Verein
Aus der Jugend des FC Girona wechselte Ureña zur Saison 2021/22 in die B-Mannschaft und stieß zur Folgesaison fest in den Kader der ersten Mannschaft vor. Er debütierte am 1. Spieltag der Spielrunde 2021/22 der Segunda Division bei einem 2:0-Sieg über SD Amorebieta, als er in der Startelf stand und zur 72. Minute für Darío Sarmiento ausgewechselt wurde. Im Winter fiel er aufgrund einer Oberschenkelverletzung komplett aus, erst in den Play-offs um den Aufstieg wurde er erstmals wieder kurz vor Schluss eingewechselt. Nachdem er in LaLiga auch nur zu drei Einsätzen in der Hinrunde gekommen war, wurde er Mitte Januar 2023 zunächst an den FC Cartagena in die zweite Liga verliehen. Seit August 2023 ist er an CD Leganés verliehen.

### Nationalmannschaft
Für die dominikanische U23 debütierte Ureña am 23. März 2024 in einem Freundschaftsspiel gegen Paraguay.